# Lasioglossum marginatum
Lasioglossum marginatum är en biart som först beskrevs av Gaspard Auguste Brullé 1832. Den ingår i släktet smalbin och familjen vägbin. Inga underarter finns listade i Catalogue of Life.
Många bin är eusociala, det vill säga samhällsbildande. Bortsett från släktet honungsbin och det med honungsbina närbesläktade tribuset gaddlösa bin, är det emellertid få arter som har ett flerårigt samhälle. De flesta samhällsbildade arter, bland dem många eusociala vägbin, men även de flesta humlor, är med mycket få undantag ettåriga. Bland dessa är Lasioglossum marginatum unik genom att vara en av mycket få arter, och den enda arten i sin familj, som har ett flerårigt samhälle; drottningen lever i 5 till 6 år.

## Beskrivning
Smalbin är generellt sett mycket svårbestämda. Som många smalbin är arten ett bi med mörk grundfärg och gles behåring, fast med ljusa filtband på kanterna av bakkroppens tergiter (se bild). Den har en genomsnittlig kroppslängd av drygt 7 mm; någon storleksskillnad finns inte mellan drottning och arbetare.

## Utbredning
Arten förekommer i Europa från Iberiska halvön i söder till Tyskland och Österrike i norr,                  Nordafrika och österut från Grekland via Israel, Armenien, Pakistan, Indien (Kashmir), Nepal, Kazakstan, Kirgizistan och Uzbekistan i Centralasien till södra Asien. Den har även påträffats i Nordafrika. Artens förekomst i Indien har ifrågasatts av vissa forskare.

## Ekologi
Habitatet utgörs av stäpper, buskmark av Macchiatyp och andra, tempererade gräs- och buskmarker.
Arten är polylektisk, den flyger till blommande växter från många familjer: Korgblommiga växter (som röllikesläktet, tistelsläktet och maskrossläktet), korsblommiga växter (som kålsläktet), kaprifolväxter, afodillväxter (som stäppliljesläktet), flockblommiga växter (som stinkflokesläktet och Schrenkia), johannesörtsväxter, bergliljeväxter, ärtväxter (som lusernsläktet och klöversläktet), brakvedsväxter (som getaplar), rosväxter (som rossläktet), videväxter (som videsläktet) samt ranunkelväxter (som smörbollssläktet).

### Fortplantning
Bona grävs ut i naken ler- eller lössjord till ett djup av omkring 90 cm. Flera bon upprättas gärna i kolonier nära varandra, som kan omfatta över 100 enskilda bon.
Det vanliga beteendet bland sociala smalbin är att arterna får två kullar per år; honorna i den första kullen (alla eller endast en del) stannar kvar i boet för att hjälpa sin mor att föda upp ungarna i den nästa kullen; de utgör alltså i praktiken arbetare. För denna art är förhållandet annorlunda. Den grundläggande honan, drottningen, lever i 5 till 6 år, inte omkring ett, vilket annars är det vanliga. Under denna tid får hon en kull per år. Alla kullarna utom den sista består enbart av arbetare, honor som stannar kvar i boet för att ta hand om underhållet. Ett äldre bo kan innehålla flera hundra individer. Först när drottningen närmar sig slutet av sitt liv, ger hon upphov till könsdjur. Arbetarna öppnar då upp boet, så att hanarna kan lämna boet under dagen för att para sig med honorna (det vill säga arbetarna) i andra, öppnade bon. Det är ingen grundläggande skillnad mellan drottningen och arbetarna; de senare kan alltså även de para sig, och befruktade arbetare kommer att bli drottningar över nya bon. Arbetarna kan även lägga obefruktade, haploida ägg med enkel kromosomuppsättning, som ger upphov till hanar. Både harar och honor är promiskuösa, de parar sig flera gånger med olika partners. Honorna sparar emellertid sperman under hela sitt liv som drottningar, de parar sig inte några fler gånger.
Blodbiet Sphecodes ruficrus har nämnts som en boparasit till arten, men uppgiften är ifågasatt.